# Bolszyje Atmieni (rejon alikowski)
Bolszyje Atmieni (ros. Большие Атмени) – wieś (dieriewnia) w Rosji, w Czuwaszji, w rejonie alikowskim. W 2010 liczyła 126 mieszkańców.